# KV59
KV59, acrònim de l'anglès King's Valley, és una tomba egípcia de l'anomenada Vall dels Reis, situada a la riba oest del riu Nil, a l'altura de la moderna ciutat de Luxor. És un dels sepulcres que coneguts i més imprecisament datats de tota la necròpolis tebana. Està situada davant de la KV31 i al nord de la KV37. S'ha datat com pertanyent a la dinastia XVIII, tot i que no hi ha cap referència sobre el seu destí i contingut, ja que es va trobar buida.
Va ser cartografiada per primera vegada per James Burton en 1825, després per Eugène Lefébure en 1889 i finalment per Howard Carter en 1921. Aquesta petita tomba, el propietari és desconegut, sembla més aviat ser un treball inacabat. Té una longitud total de tres metres. És gairebé inaccessible i està en ruïnes.